# گوستاوزبی، ورمدو
شهر گوستاوزبی، ورمدو (به سوئدی: Gustavsberg, Värmdö) در ناحیه شهری ورمدو در کشور سوئد واقع شده‌است. جمعیت این شهر ۲۴۷۸٫۵۶ نفر است.